# رالف تورسن
رالف تورسن (انگلیسی: Rolf Thorsen; ۲۲ فوریهٔ ۱۹۶۱ – ) قایقران روئینگ اهل نروژ بود.
وی در مسابقات کشوری و بین‌المللی در مجموع برندهٔ ۳ مدال طلا، ۴ مدال نقره، ۱ مدال برنز شده‌است.